# Uscana bruchidivorax
Uscana bruchidivorax är en stekelart som beskrevs av Wallace A. Steffan 1954. Uscana bruchidivorax ingår i släktet Uscana och familjen hårstrimsteklar. Inga underarter finns listade i Catalogue of Life.